# Histoire de la Jordanie
L'histoire de la Jordanie indépendante commence le 25 mai 1946 avec la fin du mandat britannique sur la partie transjordanienne de la Palestine mandataire.
Ce royaume unifie des territoires occidentaux, appartenant au croissant fertile et habités depuis des millénaires, à d'immenses zones occupées majoritairement par le désert d'Arabie. La Jordanie est ainsi à la fois l'héritière des empires qui ont successivement dominé la région des quatre fleuves (le Jourdain, l'Euphrate, le Tigre et le Nil) et l'héritière des cultures arabe et bédouine du désert. Son histoire moderne a été largement rythmée par le conflit israélo-arabe et, plus qu'ailleurs, par le conflit israélo-palestinien. Cela s'explique par la composition de la population jordanienne à 70 % d'origine palestinienne et par la période de 1948 à 1967 pendant laquelle la Transjordanie annexa la Cisjordanie en donnant la citoyenneté jordanienne aux populations arabes de ce territoire.

## Premiers âges

Langues sémitiques

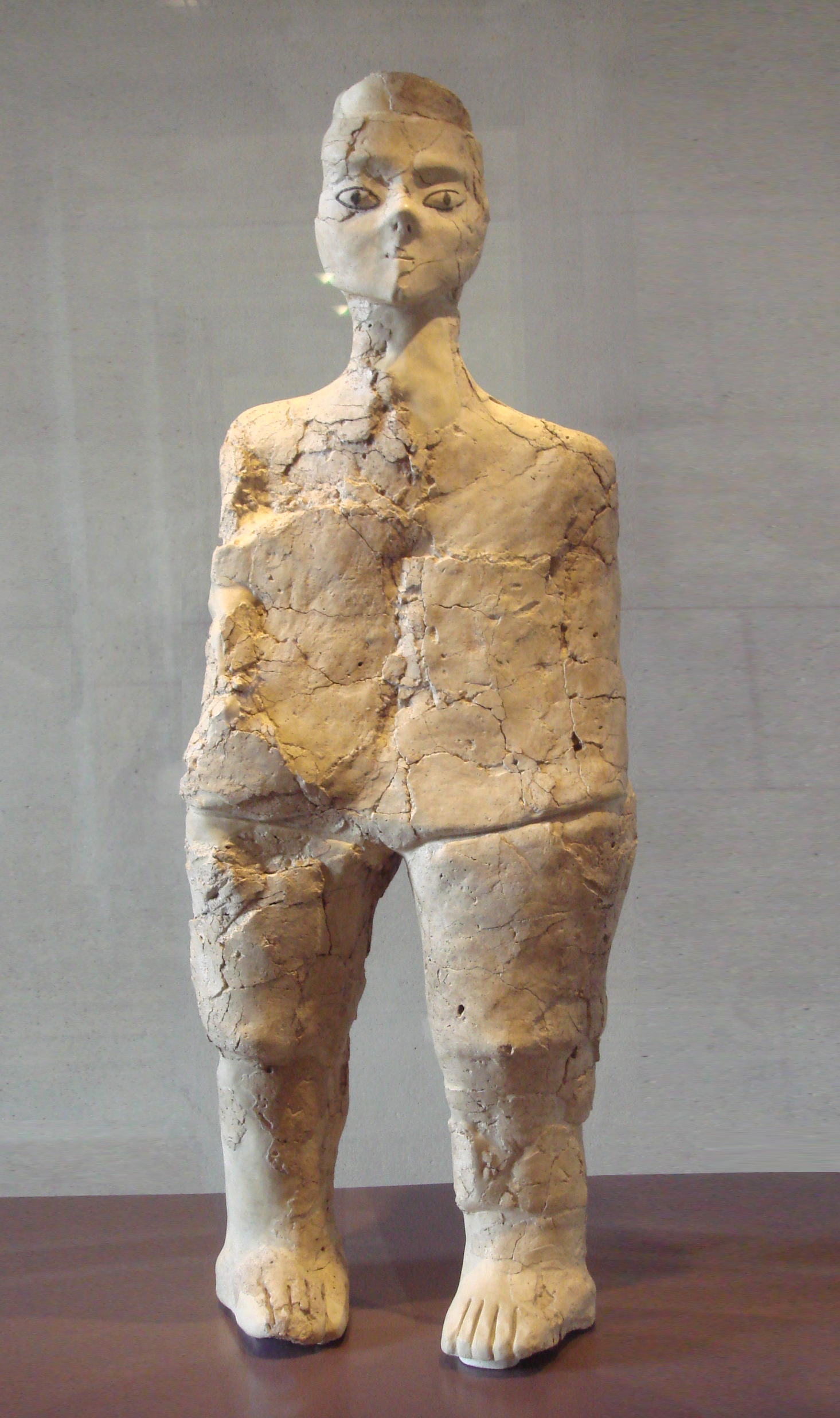
Statues d'Ain Ghazal.

La Jordanie s'inscrit dans l'Arabah de la vallée du rift du Jourdain, partie sud de la faille du Levant.
Les premières traces d'activité humaine dans ce territoire datent de la période paléolithique (de -500 000 à -17 000 ans avant l'ère chrétienne). Les archéologues ont trouvé des silex et des outils coupants de cette époque[réf. souhaitée]. Au cours du Néolithique (-8500 à -4500), les populations se sédentarisent dans des villages et augmentent en nombre grâce à la culture des céréales, des pois et des lentilles ainsi qu'à la domestication, principalement de chèvres. Le climat devient de plus en plus chaud et sec dans la partie orientale qui devient progressivement inhabitable une grande partie de l'année entre -6500 et -5500. À partir de -5500, la poterie est introduite en provenance de la Mésopotamie voisine.
Le plus important site jordanien datant du Néolithique se trouve à Ain Ghazal à Amman. Des habitations rectangulaires, divisées en chambres distinctes et parfois avec du plâtre au sol, y ont été découvertes. Les archéologues y ont aussi trouvé des crânes aux orbites oculaires remplies de bitume, comme sur plusieurs autres sites en Jordanie, en Palestine et en Syrie. On a aussi découvert une statue datant de 8000 ans à Ein Ghazal. Elle a un mètre de haut et représente une femme aux yeux énormes, aux bras maigrelets, aux genoux noueux et les détails des pieds y sont remarquables.[réf. souhaitée]
Dans la période chalcolithique (-4500 à -3200), l'usage du cuivre dans les outils se fait plus fréquent, les cultures de l'orge, des dattes, des olives et des lentilles se développent et la domestication des moutons et des chèvres dépasse la pratique de la chasse. Dans le désert, le style de vie devient probablement très semblable à celui des Bédouins actuels. Ghassoul est un village de cette époque découvert dans la vallée du Jourdain. Les maisons y sont faites de briques de boue séchées au soleil et les toits sont constitués de bois, de roseaux amalgamés à de la boue. Certaines de ces maisons ont des fondations en pierre et beaucoup sont organisées autour de larges cours intérieures. Les murs sont souvent peints avec des représentations d'hommes masqués, d'étoiles et des motifs géométriques, qui étaient peut-être liés aux croyances religieuses de cette époque.
Des villages commencent à construire des fortifications à partir de l'âge de Bronze afin de se protéger des tribus nomades. Les archéologues ont découvert à Bab al-Dhra, dans la vallée de Arabah, d'innombrables tombeaux en forme de puits, parfois avec des chambres multiples, ainsi que des maisons de briques contenant des restes humains, des pots, des bijoux et des armes. Les centaines de dolmens dispersés partout dans les montagnes ont été datés de la fin du chalcolithique voire du début de l'âge de Bronze.

## Antiquité
Tandis que l'écriture se développe à partir de -3000 en Égypte et en Mésopotamie, elle n’apparaît en Syrie-Jordanie que plus de mille ans plus tard, malgré les échanges qui sont réalisés avec ces deux centres plus avancés.
Un grand nombre de villages fortifiés aux sommets de certaines collines sont abandonnés, entre -2300 et -1950 avant l'ère chrétienne, à la faveur d'une vie plus pastorale ou pour des villages non fortifiés. Des changements politiques et/ou climatiques expliquent peut-être cette tendance qui s'accentue à mesure que les échanges se développent et que des communautés se concentrent davantage dans le nord et le centre de la Jordanie. Le sud reste peuplé uniquement par des nomades, connus sous le nom de Shasous.

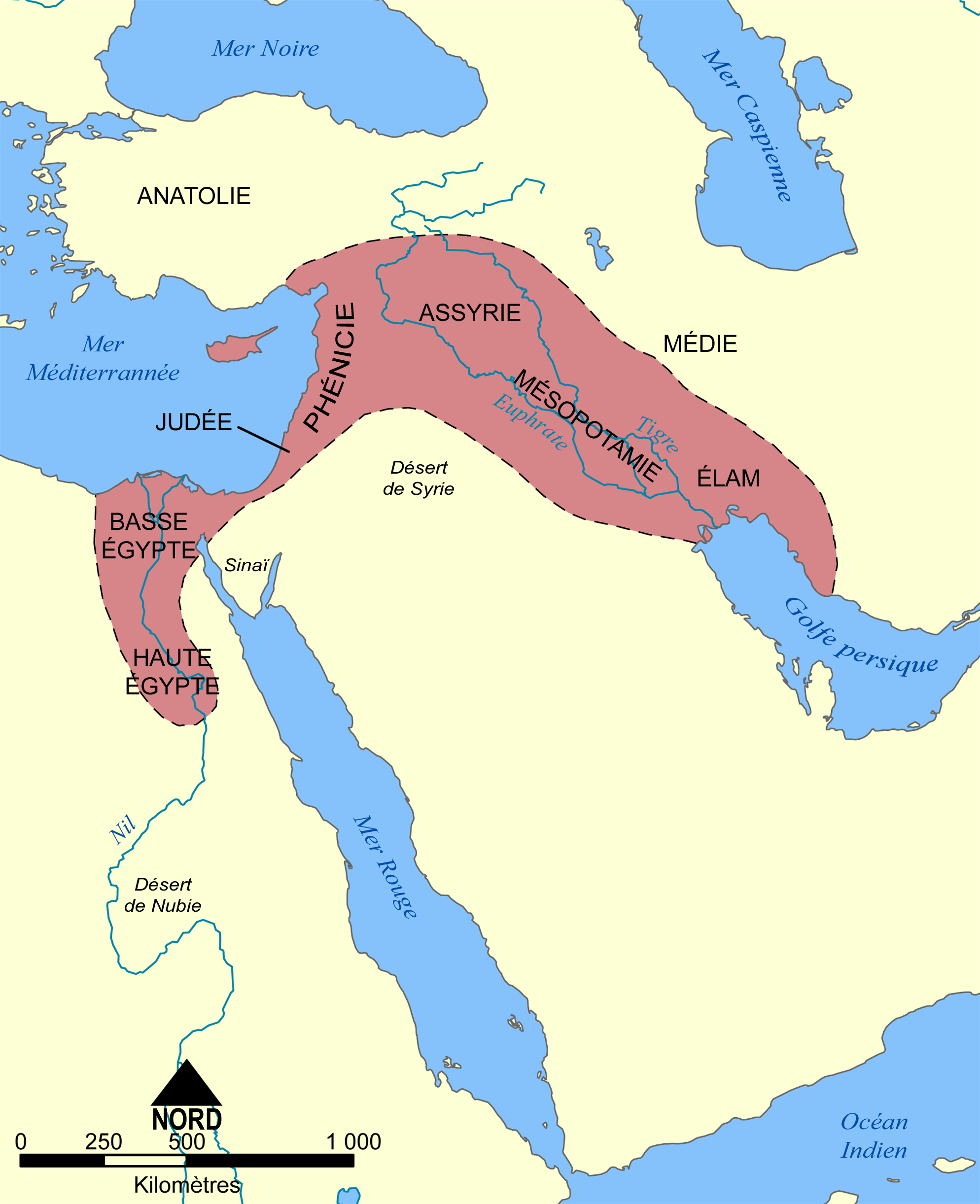
Croissant fertile
Égypte antique vers -1450
Moyen-Orient vers -1275, Peuples de la mer
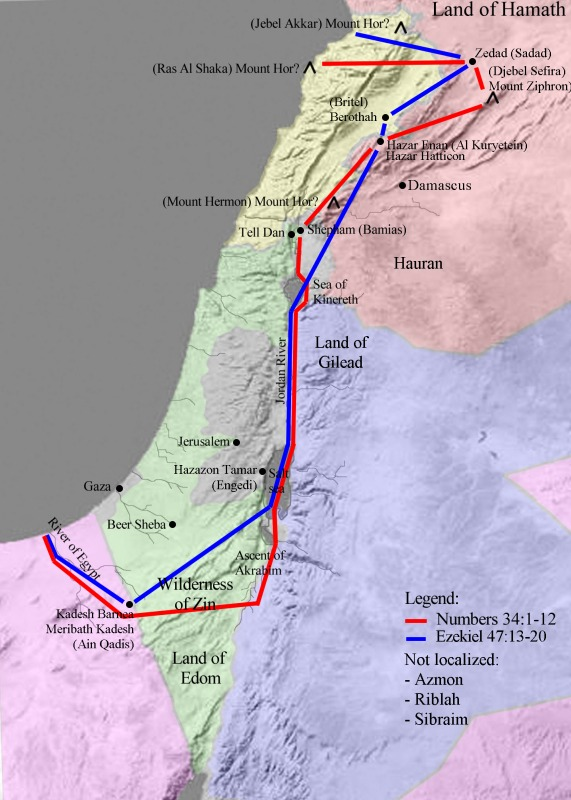
Terre d’Israël (variantes)
Levant méridional vers -830
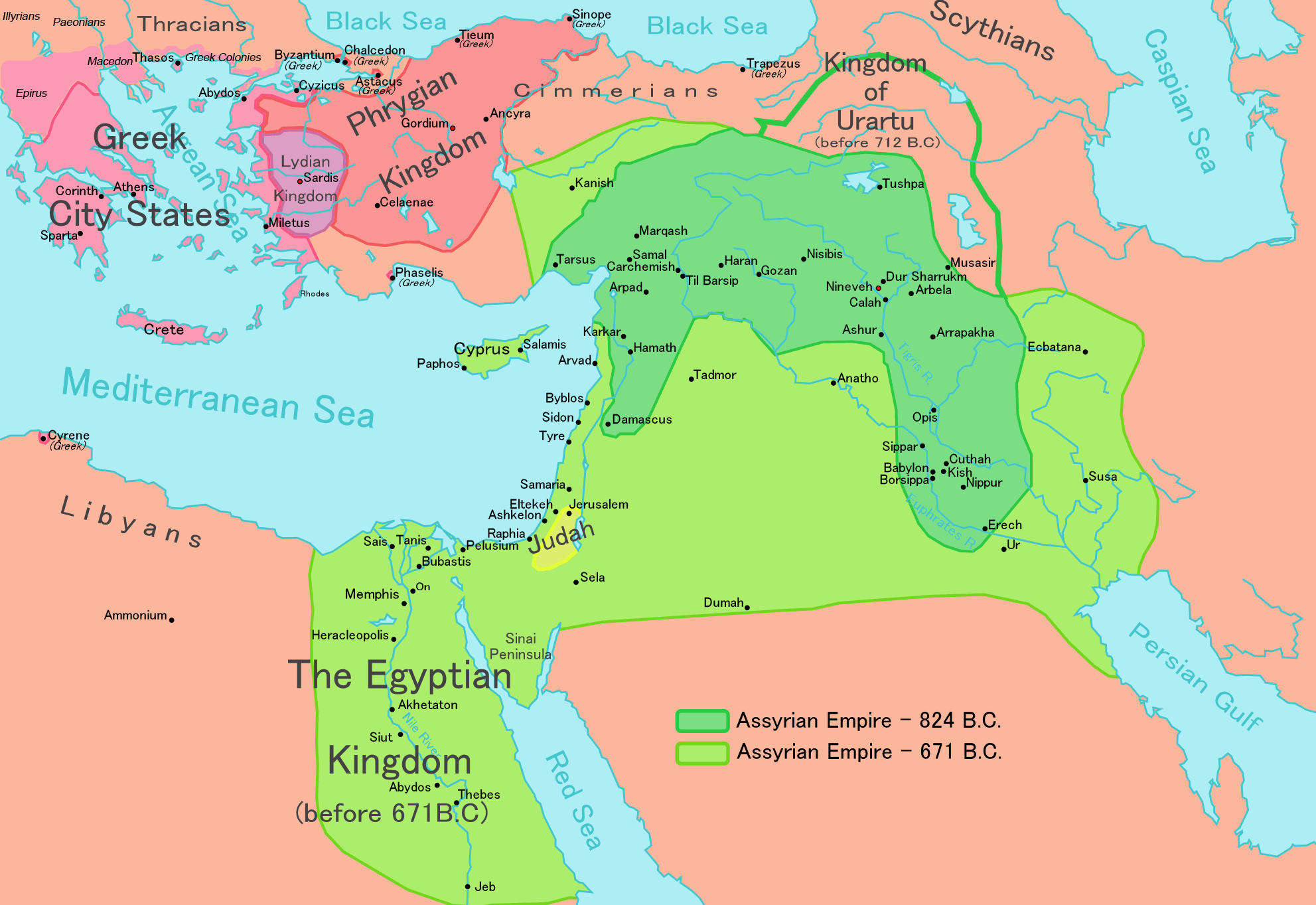
Assyrie et Égypte (-671)
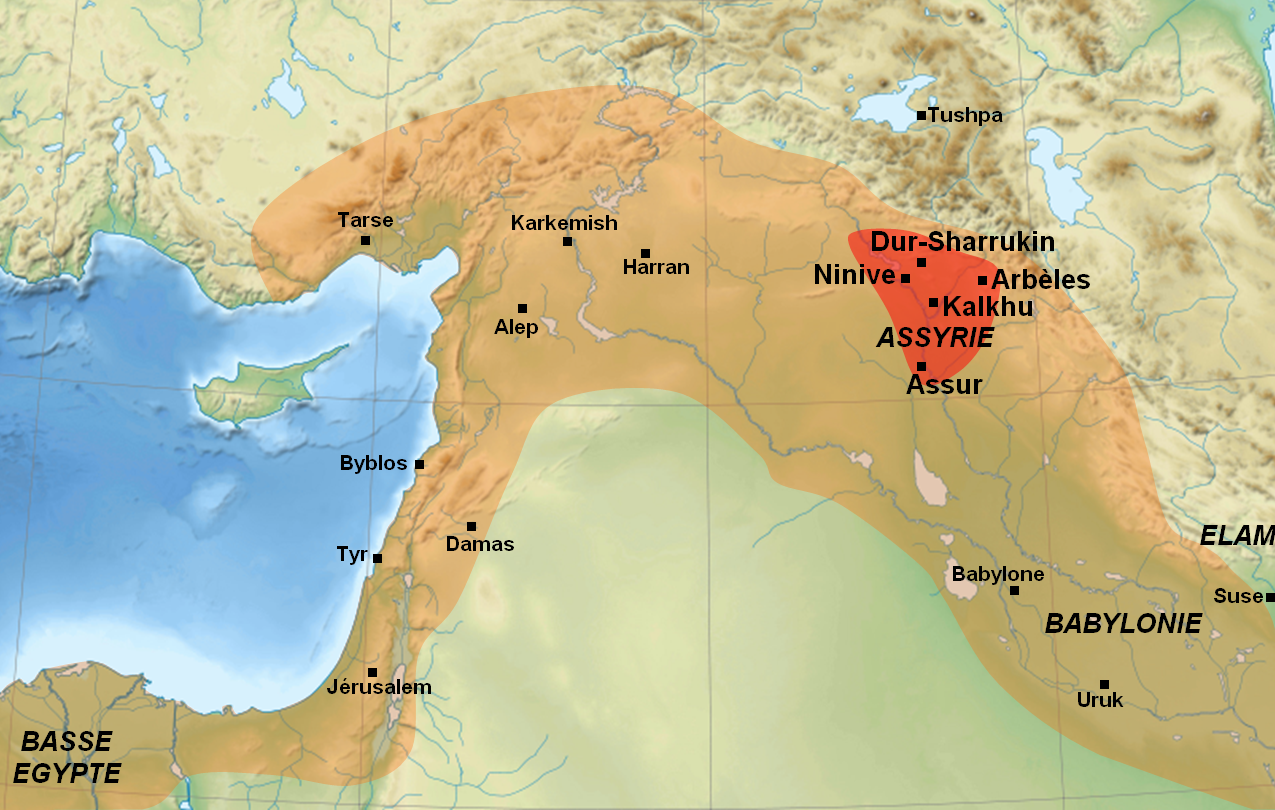
Empire assyrien à son extension maximale (668-627)
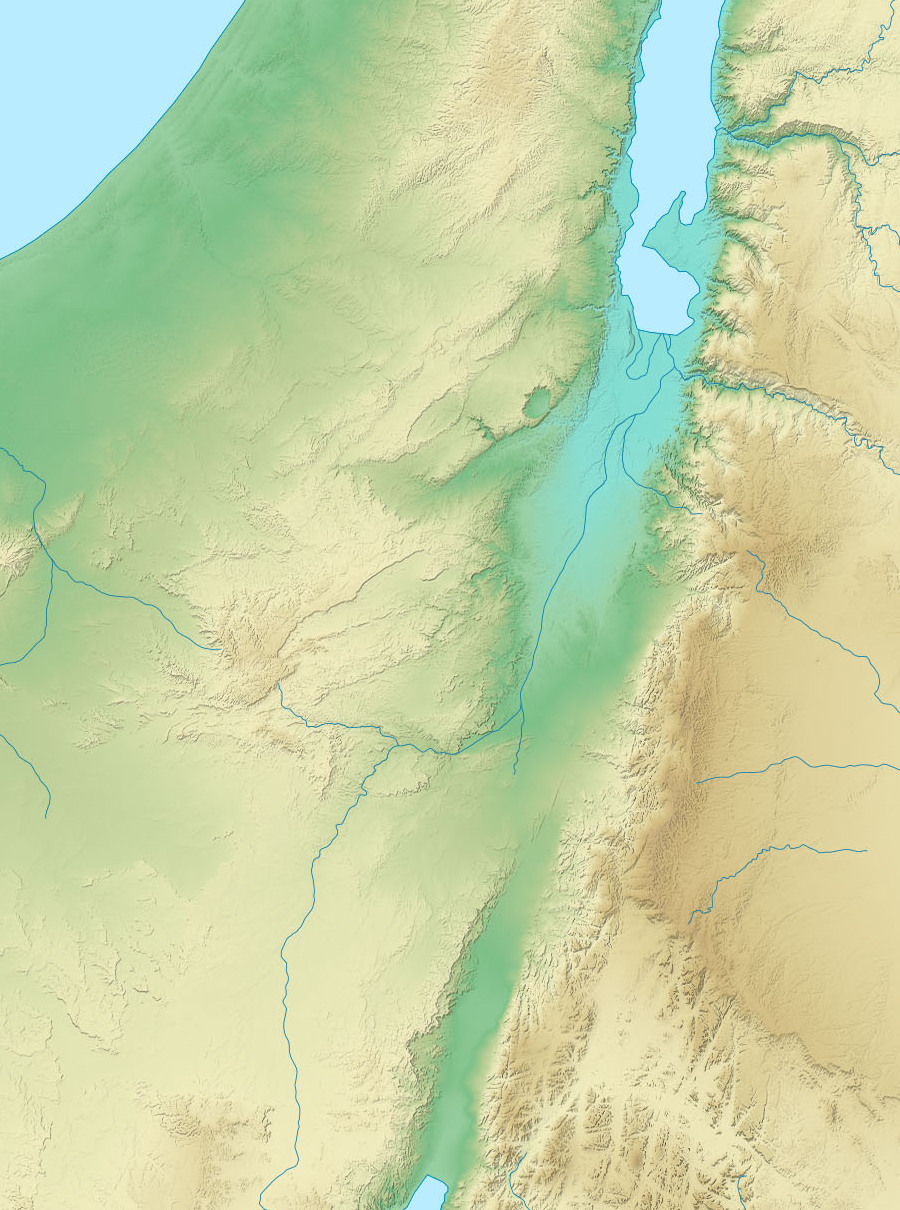
Édom (de -650 à 533)
Royaume de Qédar vers -500
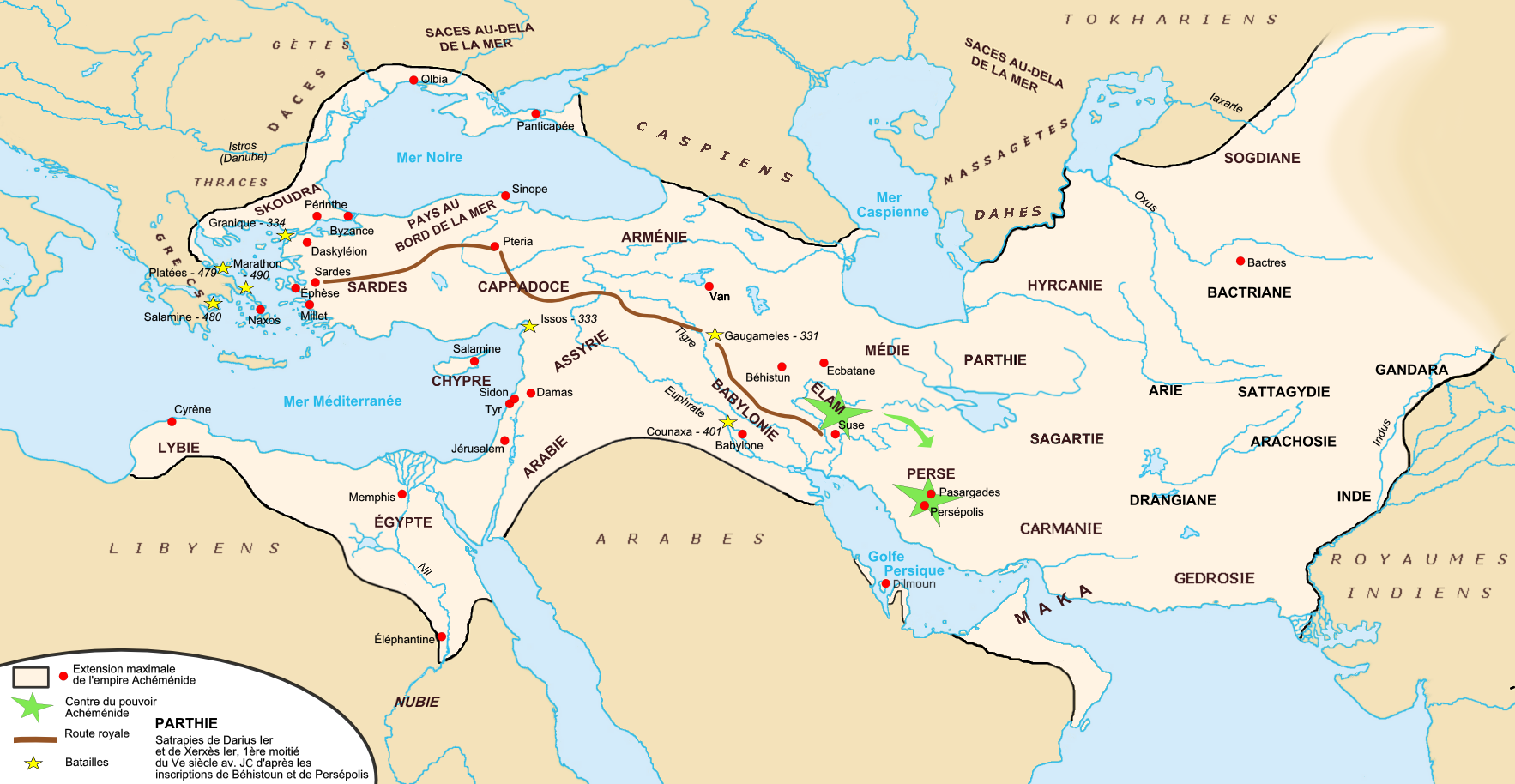
Empire achéménide (559-330)

De nouvelles fortifications apparaissent sur les sites de la Citadelle d'Amman, d'Irbid (ou Arabella) et de Tabaqat Fahil (ou Pella). Des villes sont entourées par des remparts avec des pentes glissantes pour empêcher leur escalade. Pella est ainsi entourée par des murs massifs et des tours de guet. Finalement, de nombreuses villes de Canaan et de la Transjordanie sont détruites à l'âge de Bronze moyen (vers -1550 avant l'ère chrétienne), à la même époque que l'expulsion des Hyksôs par les 17e et 18e dynasties d'Égypte.
De nombreux royaumes cananéens et sémites sont mentionnés dans la Bible et localisés en Jordanie : les Ammonites, les Édomites, les Moabites, les Amorrites, le Bachân et le Mont Séïr. La conquête du pays de Canaan par les Hébreux, comme relatée dans le livre de Josué (ces faits ne sont pas vérifiés par l'archéologie), commence par la rive orientale du Jourdain. Selon cette même tradition, la tribu de Ruben, la tribu de Gad et une moitié de la tribu de Manassé restent alors s'installer dans le pays de Galaad. Le premier roi israélite, Saül y intervient pour libérer les habitants de Jabès de l’invasion des Ammonites. Plus tard, le roi araméen de Damas, Hazaël, conquiert la région, soutenu par les Ammonites et les Moabites à la fin du IXe siècle. Une partie de ce territoire continuera à faire partie du royaume d'Israël jusqu'à sa destruction en -722 par l'Assyrie. Le roi d'Assyrie, Tiglath-Phalazar III crée la province de Galaad vers -733. En -582, les régions d’Ammon (Amman) et Moab deviennent des provinces babyloniennes pendant le règne de Nabuchodonosor II.
Au sein de l'empire grec, les Lagides qui succèdent à Alexandre le Grand en Égypte fondent un certain nombre de villes dans la région comme Gadara et Abila. Notamment, en 312 avant l'ère chrétienne, le roi gréco égyptien, Ptolémée II Philadelphe fonde la ville de Philadelphie, qui deviendra Amman. La ville de Gadara est prise par le séleucide Antiochos III lors de sa première invasion de la Palestine en -218. Le terme Palestine est apparu en l'an 135 seulement, et fait référence à une région géographique, regroupant à la fois l'actuelle Jordanie et l'actuel Israël. Dans l'antiquité, le terme Palestine n'existait pas. La ville est renommée Antiochia Semiramis (ou Antioche) et Séleucie.

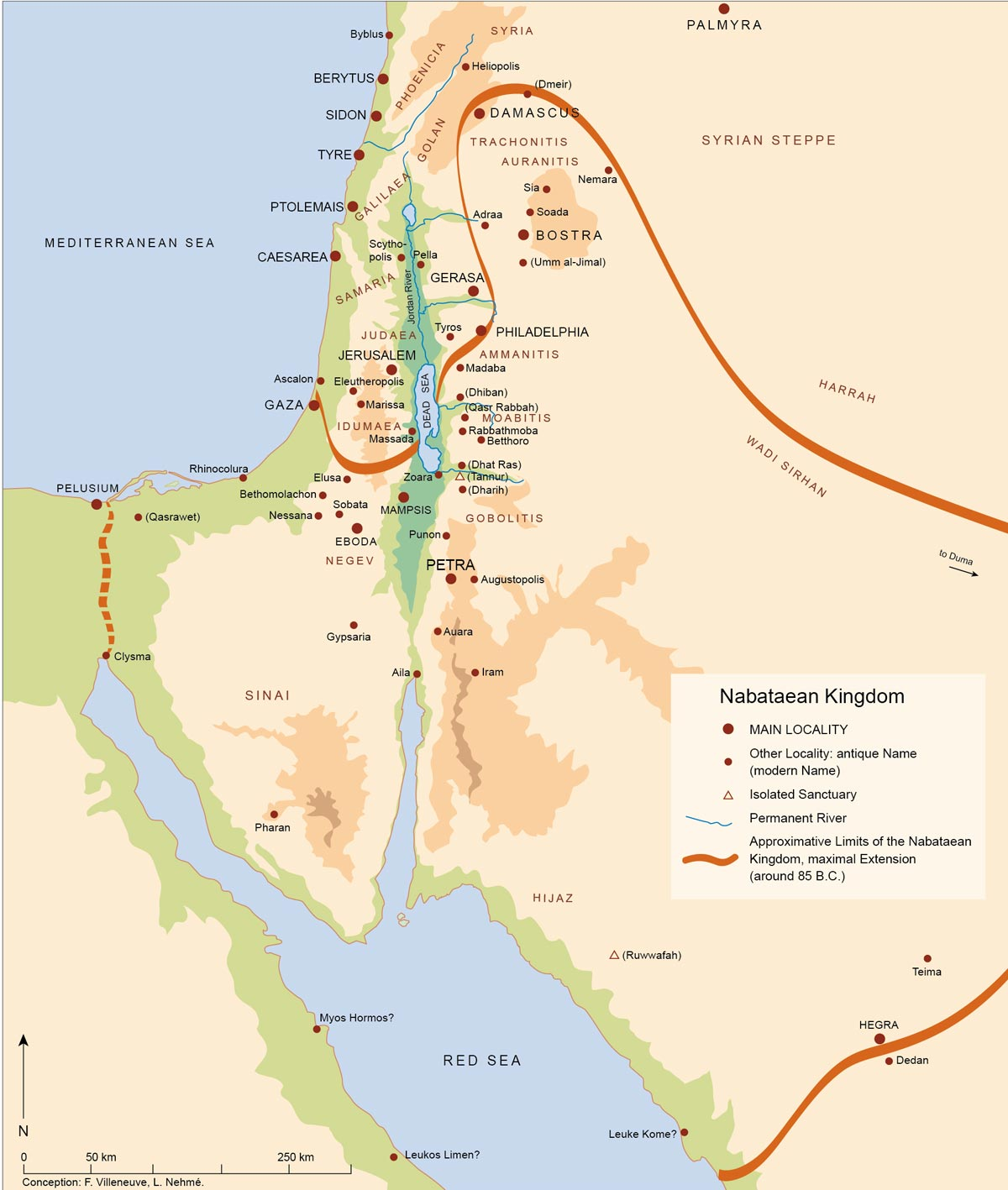
Royaume nabatéen à son extension maximale (vers -85)
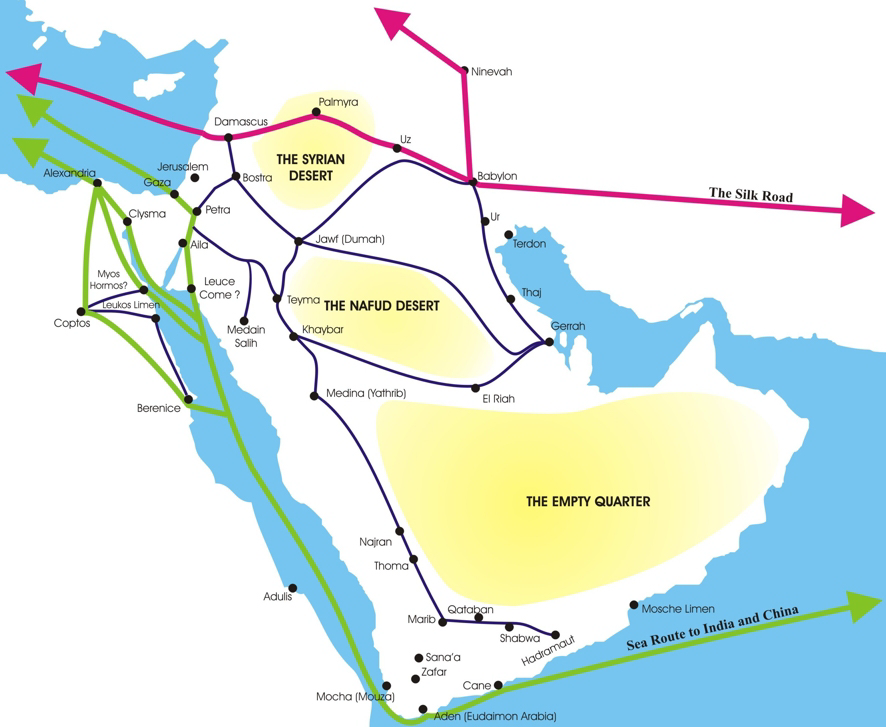
Routes commerciales nabatéennes
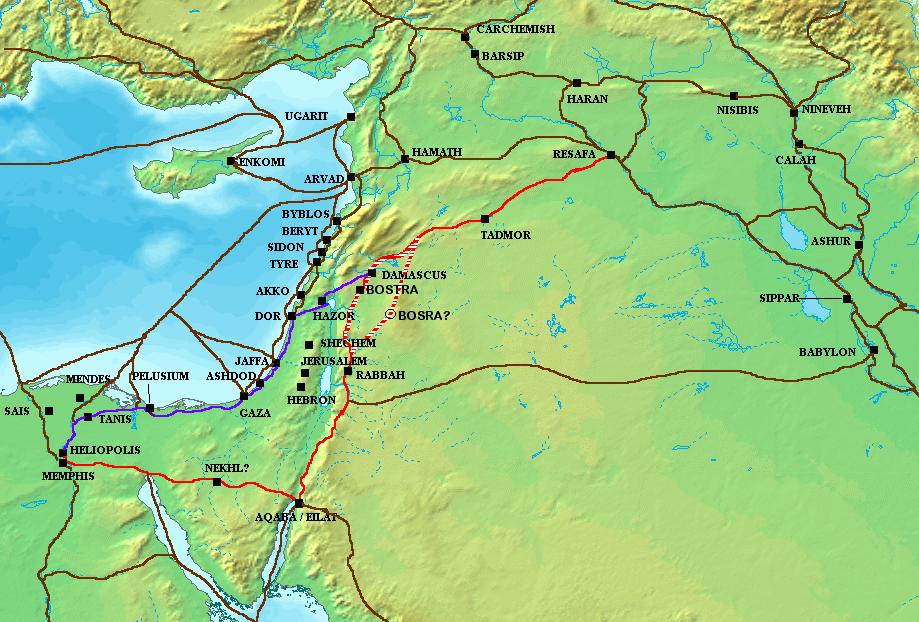
Routes du Levant antique, Via Maris, Route du Roi, Via Nova Traiana
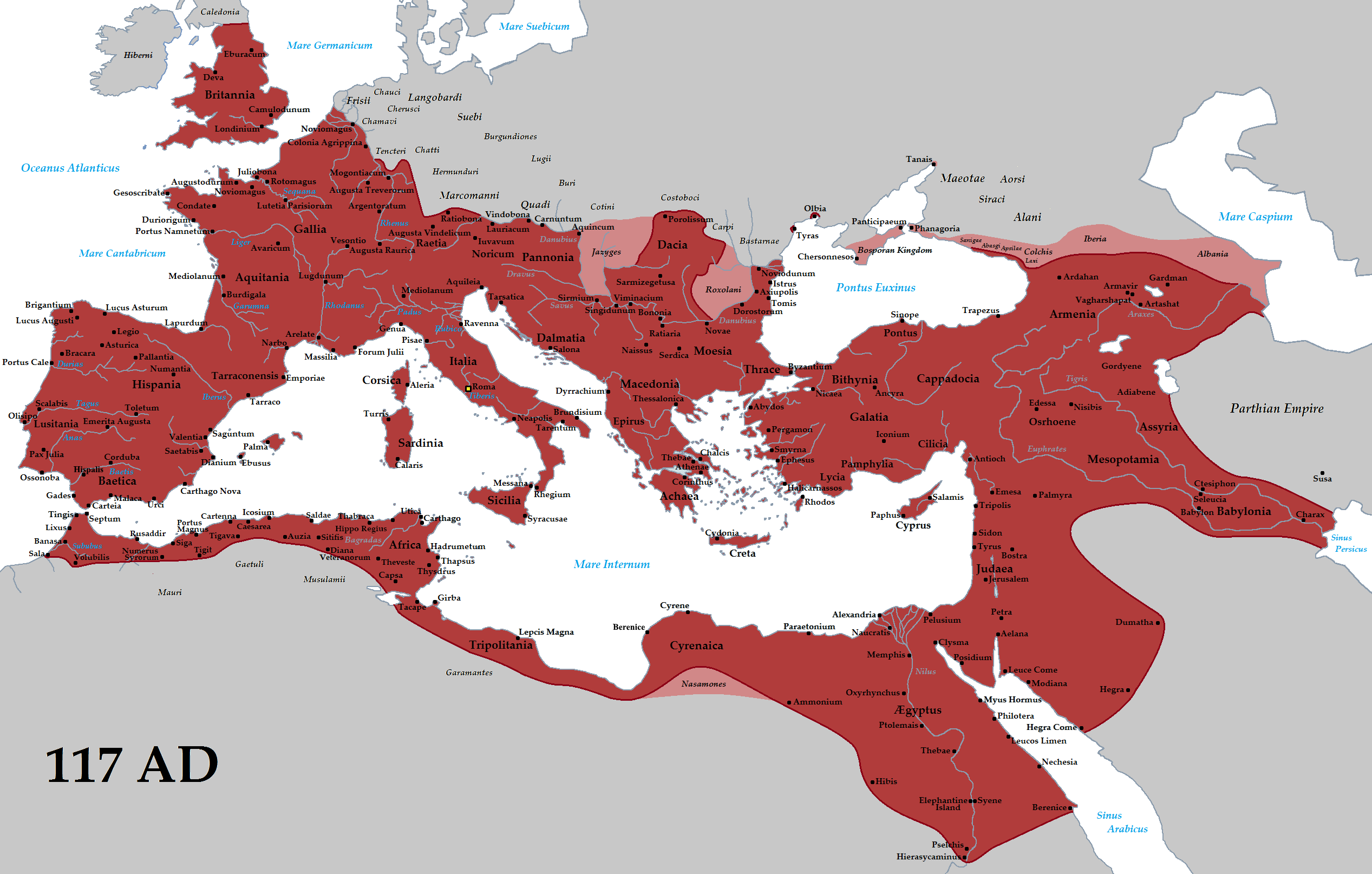
Empire romain sous Trajan, en 117

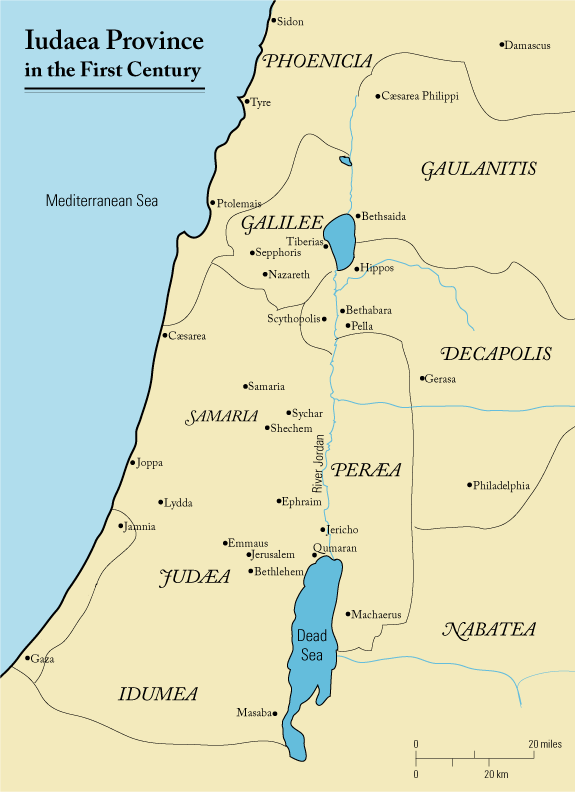
Province de Judée romaine (6-135)
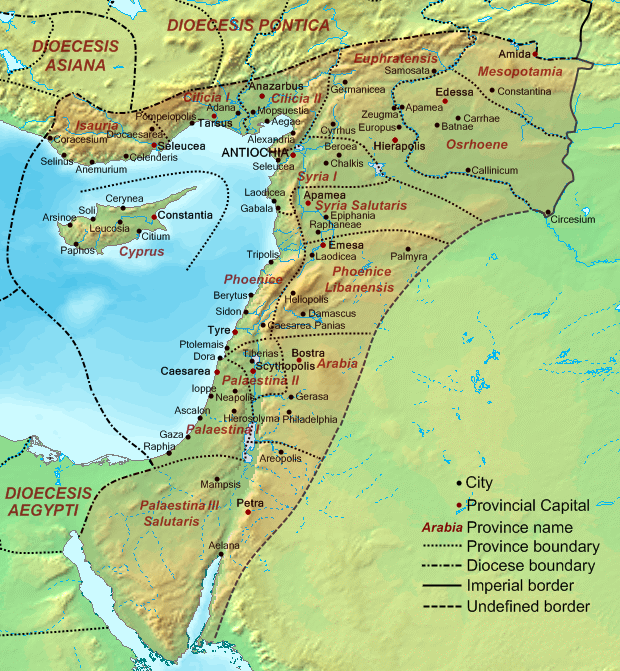
Limes Arabicus, Diocèse d'Antioche (ou d’Orient, 313)
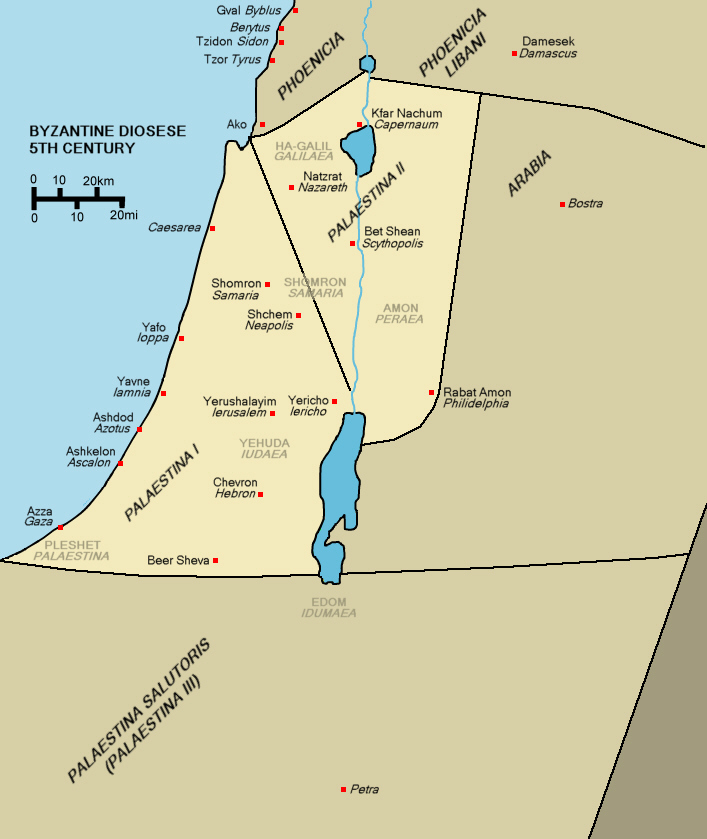
Palaestina Secunda (390-636)
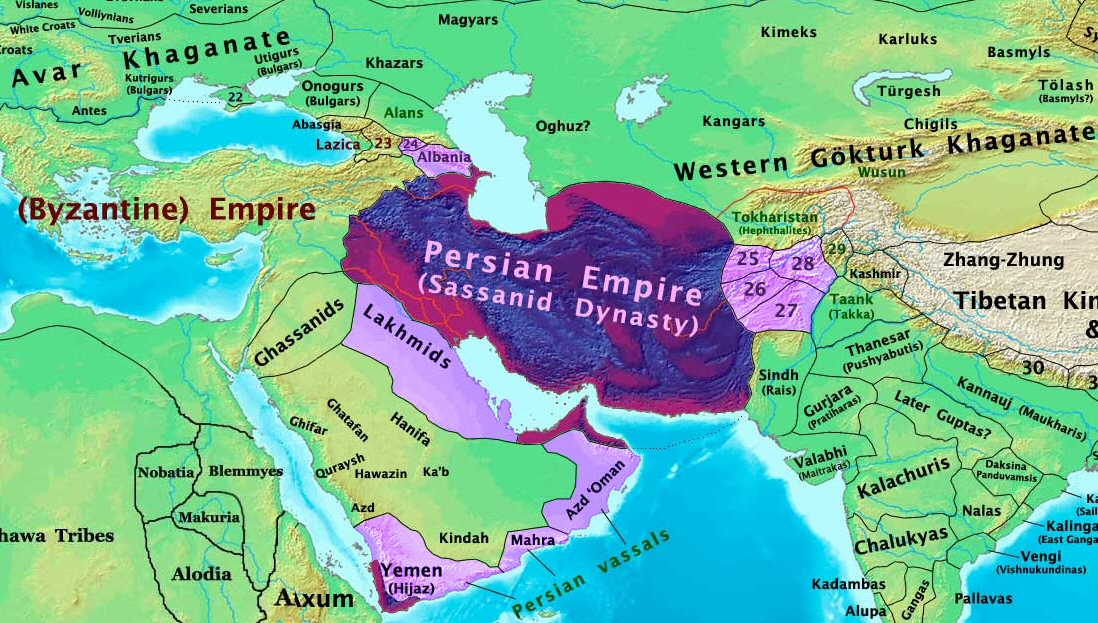
Ghassanides (220-638) vers 600

En -169, toute la région au sud d’Amman est sous le contrôle des Nabatéens. Leur capitale est la cité troglodytique de Pétra. Les récits de l'époque hasmonéenne relatent l'affrontement, dans le nord de Galaad, des troupes de Judas Maccabée face à une armée d'Ammonites dirigée par un certain Timothéos. Les Nabatéens y sont décrits comme bienveillants mais se heurtent aux Hasmonéens lorsqu’ils tentent de pénétrer dans le Golan.
En -102, le roi hasmonéen de Judée et grand prêtre de Jérusalem Alexandre Jannée investit Gadara et la prend après un siège de dix mois. Puis il prend Amathonte. En -101, Théodore, tyran de Philadelphie, massacre les troupes judéennes et reprend à Alexandre Jannée les trésors qu’il lui avait pris à Amathonte. Après avoir maté une révolte chez les Judéens, Alexandre Jannée revient dans le pays de Galaad et de Moab, leur impose un tribut et se tourne de nouveau contre Amathonte. Il trouve la place abandonnée par Théodore et il la démantèle. Après cette victoire, il subit un revers contre le roi nabatéen Obodas Ier à Gadara en Gaulanitide. Cette défaite provoque une nouvelle révolte des Judéens qu’Alexandre Jannée réprime avec férocité. Le roi séleucide de Damas Démétrios III Eukairos est appelé à les secourir. En 88 ou 89 av. J.-C., Démétrios écrase Alexandre Jannée, cette fois la défaite inquiète les Juifs qui se rassemblent autour d’Alexandre Jannée. Devant ce revirement, Démétrios préfère se retirer. Arétas III successeur d’Obodas Ier attaque la Judée (vers 83 av. J.-C.). Alexandre Jannée subit un nouveau revers mais ce dernier parvient néanmoins à agrandir ses domaines. À sa mort en 76 av. J.-C. Alexandre Jannée a pris le contrôle de tout le versant ouest de la montagne de Galaad. Flavius Josèphe énumère les villes prises par Alexandre Jannée sur la rive est du Jourdain et signale qu’il a détruit Pella parce que ses habitants ont refusé de se soumettre aux lois juives.
Vers 63 av. J.-C., le romain Pompée restaure Gadara pour plaire à Démétrius son affranchi, originaire de la ville. Démétrius s'était exilé à la suite des guerres menées par Alexandre Jannée et sa politique de judaïsation. Démétrius, devenu plus riche que son ancien maître, aurait consacré une partie de sa fortune à la reconstruction de sa ville natale.
En 57 av. J.-C., Aulus Gabinius est nommé proconsul en Syrie. Il sort vainqueur d'un affrontement avec le roi des Juifs Aristobule qu'il remplace par Hyrcan II dont la fonction se réduit à diriger le temple de Jérusalem. Il dote cinq cités de sénat de notables. Deux de ces villes ainsi gouvernées sont dans le pays de Galaad : Gadara et Amathonte les trois autres Jérusalem, Jéricho et Sepphoris sont en Judée et en Samarie (actuelle Cisjordanie).
En 40 av. J.-C., les Parthes envahissent la Syrie-Palestine et écartent Hyrcan II. L'armée romaine victorieuse des Parthes permet à Hérode le Grand de prendre le pouvoir en Palestine. En remerciement de ses services Hérode reçoit les villes d’Hippos et de Gadara. La Pérée à l'Est du Jourdain devient un district judéen. À la mort d'Hérode, ces deux villes réintègrent la province romaine de Syrie (4 av. J.-C.).
L'administration romaine distingue deux provinces : la Syrie dont Hippos et Gadara font partie tandis que les villes plus à l’est comme Gerasa, Philadelphie et Dion sont dans la province d’Arabie dont la Nabatène fait partie (106). Les gouverneurs romains de la province d’Arabie sont tantôt à Bosra, tantôts à Pétra ou à Gerasa. La densité du réseau de routes de la région autour de Gerasa et de Philadelphie laisse supposer une extension des zones habitées et cultivées.

## Moyen Âge
Jusqu'au VIIe siècle, les Byzantins dominent la Décapole comprenant les villes de: Gerasa/Jerash, Philadelphie/Amman, Raphana/Abila, Dion/Capitolias, Gadara/Umm Qeis et Pella/Irbid.

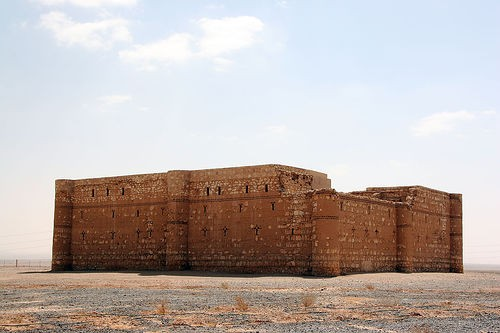
Qasr Kharana, époque omayyade (vers 750).

Dès les premières décennies de l'hégire, les musulmans conquièrent la région. En 635, les forces musulmanes battent l'armée byzantine à la bataille de Fihl près de Pella. Le retrait des Byzantins est définitif après leur défaite à la bataille du Yarmouk le 20 août 636. Le territoire de la Jordanie actuelle fera intégralement partie de l'empire musulman au cours des différents califats qui se succèdent, notamment sous les Califes bien guidés (Rachidoune), les Omeyyades et les Abbassides puis les Mongols.
Originaires de la péninsule arabique, les Hachémites sont, selon la tradition, les descendants en droite ligne de l'arrière-grand-père de Mahomet, Hachim ibn Abd Manaf (mort en 510), appartenant comme lui à la tribu des Quraychites, riche et commerçante, qui dominait La Mecque au VIIe siècle et à laquelle est dédiée une brève sourate du Coran. Depuis le Xe siècle, les chérifs et émirs de La Mecque furent des Hachémites, voyant se succéder les empires régionaux tout en conservant leur autorité.
À partir de 1115, les Croisés créent la Seigneurie d'Outre-Jourdain (1118–1189), un des États latins d'Orient.
Les Ayyoubides et les Mamelouks y mettent un terme et s'affrontent également pour le contrôle de ce territoire jusqu'au XVIe siècle et l'émergence de l'empire ottoman qui va durer jusqu'au début du XXe siècle.

Décapole de Jordanie (de -63 à + 106)
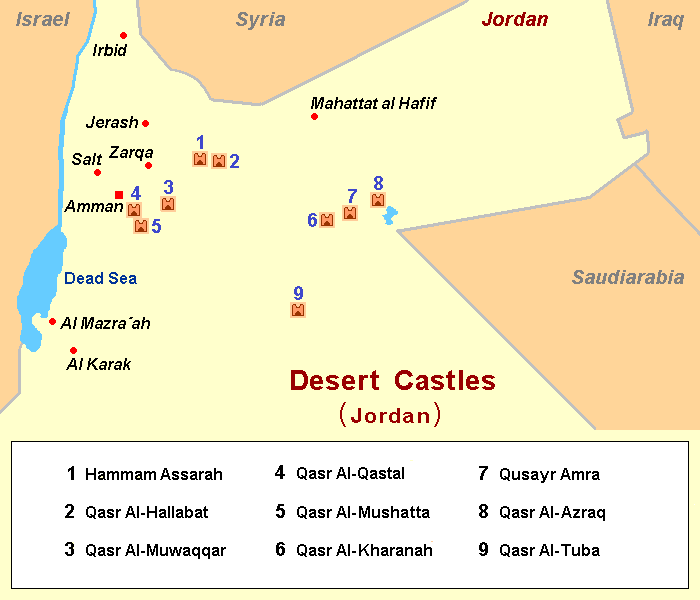
Châteaux du désert omeyyades (650-750)
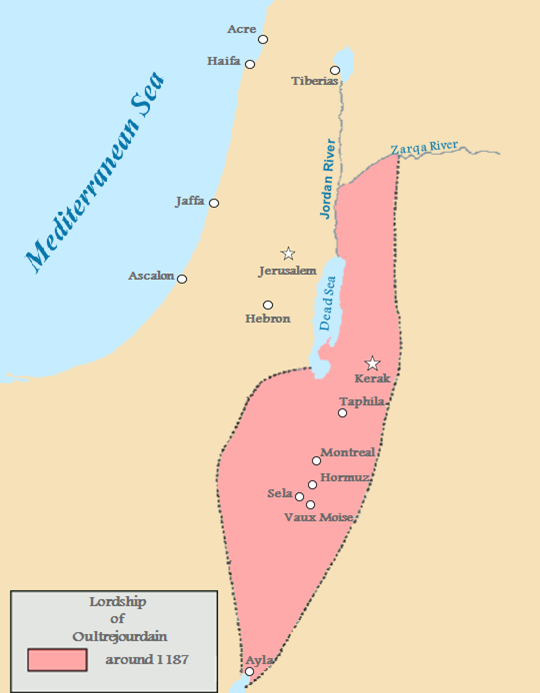
Seigneurie d'Outre-Jourdain (1118-1189)
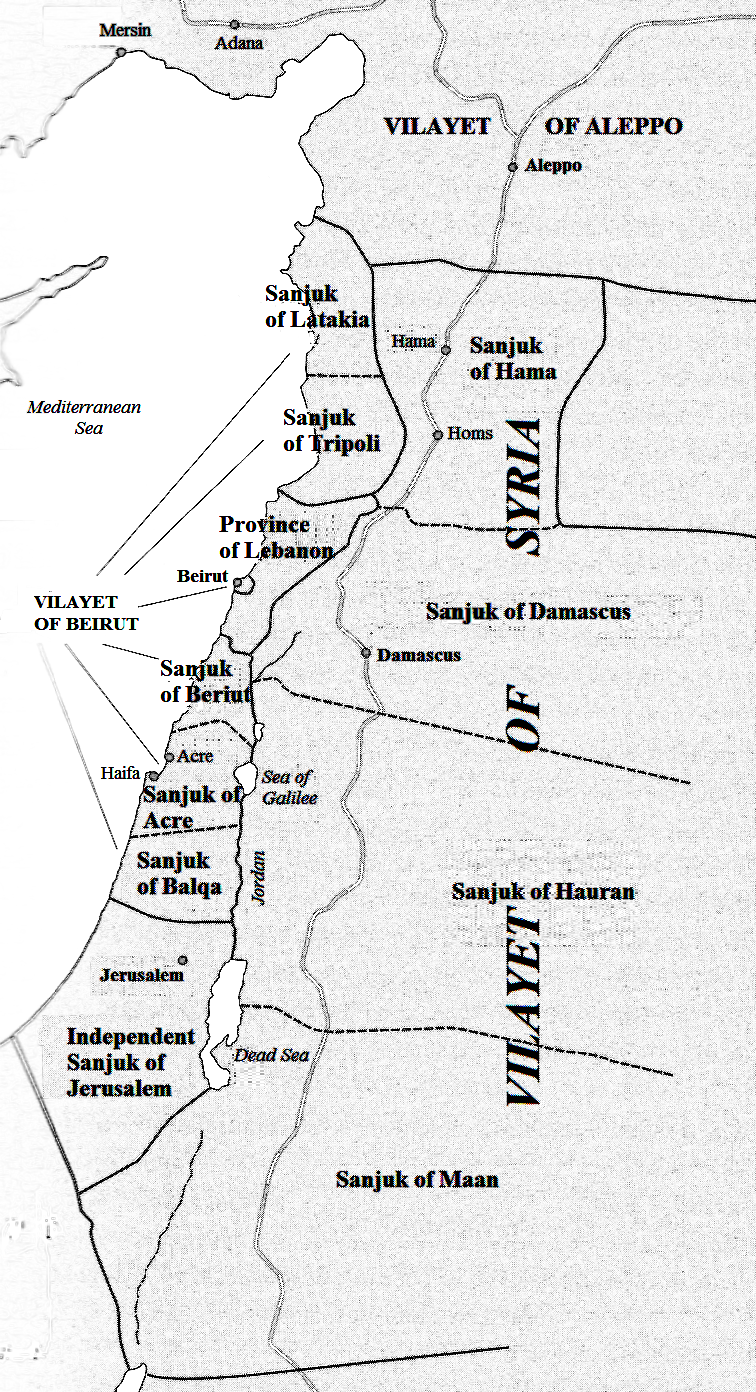
Pachalik de Damas (1599-1864), puis Vilayet de Syrie (1865-1918)
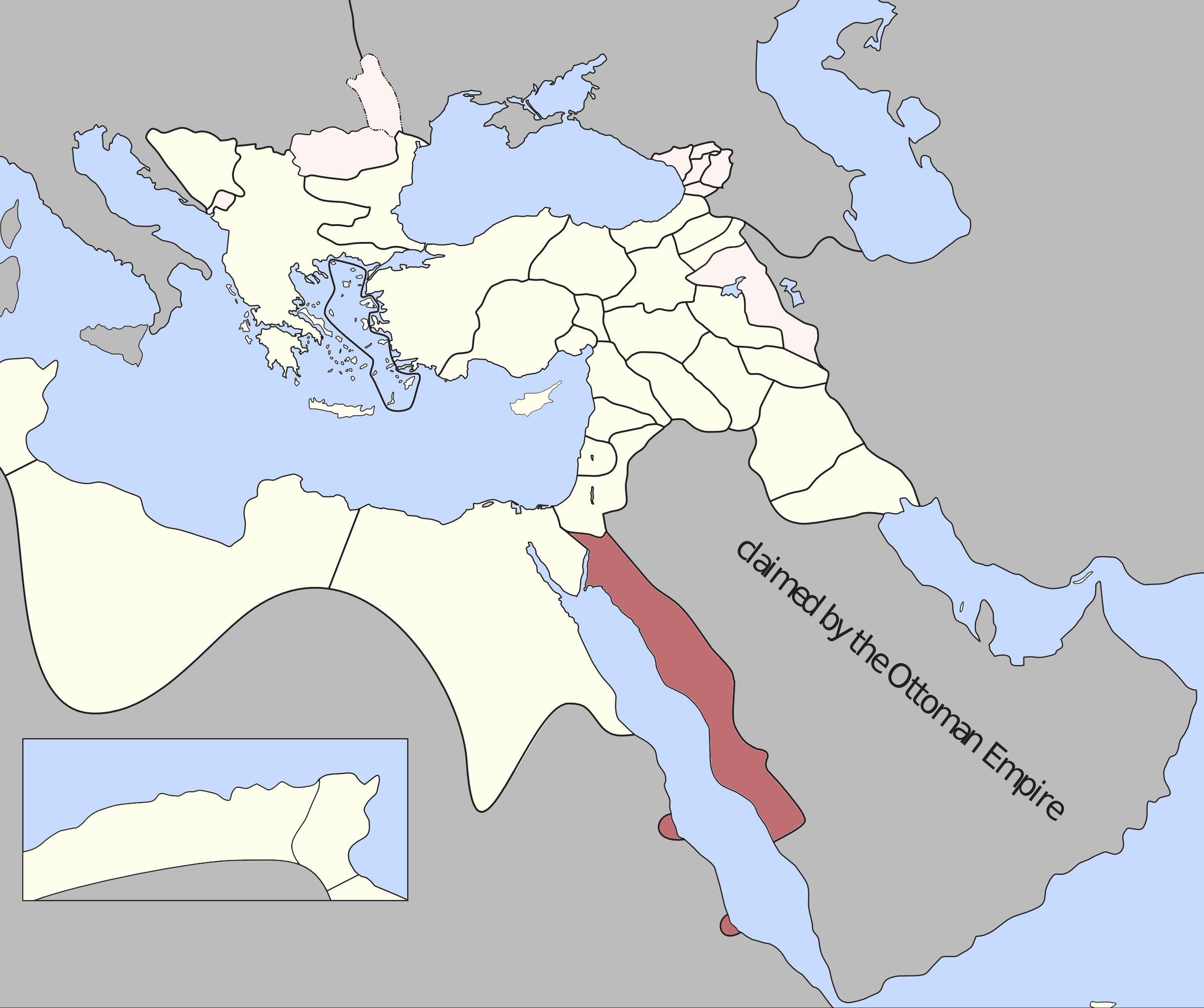
Eyalet de Habesh (Djeddah, 1795)

## Empire ottoman
La région de l'actuelle Jordanie passe sous contrôle ottoman au XVIe siècle.
La Transjordanie, région marginale dans l'économie du Proche-Orient, s'ouvre aux échanges modernes avec l'ouverture en 1908 du Chemin de fer du Hedjaz reliant Damas à Médine, étape du pèlerinage de La Mecque.
La domination ottomane prend fin à l'issue de la Première Guerre mondiale.

## XXesiècle

### Première Guerre mondiale
Le contrôle turc sur la Transjordanie prend fin pendant la Première Guerre mondiale lorsque l'armée hachémite de la grande révolte arabe de 1916-1918 s'empare de la Jordanie actuelle avec l'aide et le soutien du les tribus bédouines locales de la région, les Circassiens et les chrétiens. La révolte a été lancée par les Hachémites et dirigée par Hussein, chérif de La Mecque, contre l'Empire ottoman. La révolte a été soutenue par les Alliés de la Première Guerre mondiale, y compris la Grande-Bretagne et la France. Les fils du chérif Hussein, Fayçal et Abdullah, se sont vu promettre la domination territoriale en retour.
En effet, quand, en 1915, les troupes ottomanes de Djemal Pacha s'approchent dangereusement du canal de Suez, le gouvernement de Londres prend conscience du caractère hautement stratégique de cette position et de l'intérêt de contrôler les régions méditerranéennes du Proche-Orient arabe. Il va trouver auprès des tribus arabes, désireuses de se libérer du joug ottoman, des alliées de taille. Par ailleurs, une lutte sourde s'installe entre les deux alliés, France et Royaume-Uni, pour le contrôle de la région.
En 1916, s'appuyant sur le sentiment nationaliste arabe et sur le chef des hachémites de la Mecque, Hussein de la Mecque, les Britanniques développent une attaque contre la partie proche-orientale de l'empire ottoman. Le résident général britannique au Caire, Henry McMahon, promet au chérif Hussein la création, après la guerre, d'un État arabe, allié du Royaume-Uni, et comprenant la péninsule arabique, et la Mésopotamie à l'exception d'une partie de la Syrie. Le 10 juin 1916, la révolte arabe est déclenchée, sous l'influence de l'officier britannique Thomas Edward Lawrence, et est dirigée par le prince Fayçal ibn Hussein, un fils du chérif Hussein. Parallèlement, à Londres, Mark Sykes (pour le Royaume-Uni) et François Georges-Picot (pour la France) signent l'accord Sykes-Picot qui définit les futures zones d'influences française et britannique au Proche-Orient : la France se verrait attribuer la Syrie du Nord et le Liban, tandis que le Royaume-Uni établirait un protectorat sur la Mésopotamie et la Syrie du Sud. Le 2 novembre 1916, le Chérif Hussein est proclamé roi du Hedjaz et est reconnu par la France, le Royaume-Uni et la Russie. En juillet 1917, les troupes de Fayçal reprennent Aqaba aux Ottomans. La Palestine se révolte et le général Allenby entre dans Jérusalem. Le 1er octobre 1918, les troupes britanniques et les troupes arabes pénètrent dans Damas.
La guerre de 1914-1918 est, en Jordanie, une période charnière puisqu'elle est située entre la fin de la période ottomane et le début de l'Émirat de Transjordanie, marquée par la Grande révolte arabe qui donne lieu à des récits oraux mémoriels dont certains ont été collectés dans le cadre de programmes collectifs d'histoire orale.

### Le mandat britannique (1920-1946)

Mandat britannique en Palestine et en Transjordanie.

Le 28 juin 1919, le traité de Versailles est signé, confirmant le partage d'influences franco-britanniques au Proche-Orient.
Entre mai et juillet 1919, la commission King-Crane ou commission inter-alliée sur les mandats en Turquie mise en place par le président Wilson et dirigée par Henry Churchill King et Charles Crane, alerte sur les dangers d'un État juif en Palestine : le projet sioniste présenté en février 1919 prévoyait un État juif comprenant la Palestine, la Transjordanie et le Liban. Les dispositions de cette commission seront enterrées.
Le 2 juillet 1919, un congrès syrien rejette les accords franco-britanniques Sykes-Picot et la déclaration Balfour de 1917 par laquelle la Grande-Bretagne s'engage à établir un foyer juif en Palestine. Le 7 mars 1920, un congrès syrien nomme Fayçal roi de la grande Syrie, incluant la Palestine et le Liban.
Le 25 mars 1920, la conférence de San Remo confirme les accords franco-britanniques de Sykes-Picot. Une Guerre franco-syrienne oppose alors  les troupes françaises à celles du royaume arabe de Syrie de mars à juillet 1920. À l'issue de la Bataille de Khan Mayssaloun puis la prise de Damas par les forces françaises le 25 juillet 1920, Fayçal est expulsé de Syrie. Son frère Abdallah bin al-Hussein, cherche à lui porter secours et avance avec ses partisans jusque dans la région d'Amman située à  l'est du Jourdain par rapport à la Palestine (d'où la qualification de Transjordanie), dont les tribus souhaitent éviter de voir la région rattacher à la Syrie française. Face à sa menace de pousser plus au nord, le Secrétaire d'État aux Colonies, Winston Churchill, prend contact avec lui pour lui enjoindre de rester sur place et de ne pas attaquer les Français, encore alliés des Britanniques, en échange d'une promesse formulée en mars 1921 d'une souveraineté sur la région avec une protection militaire britannique.
La Société des Nations attribue finalement à l'issue de la guerre :
- un mandat français sur la Syrie comprenant un État du Grand Liban ;
- un mandat britannique sur la Mésopotamie ;
- un mandat britannique sur la Palestine (territoire situé à 70 % à l'est du Jourdain détaché progressivement de l’administration britannique sur la Palestine pour former la Transjordanie).

L'aire du foyer national juif est exclue par les Britanniques des territoires à l'Est du Jourdain à partir de 1921, année où Abdallah devient émir de Transjordanie avec une semi-autonomie par rapport aux Britanniques. Le frère d'Abdallah, Fayçal, chassé de Damas, est installé en 1921 en Mésopotamie sur le trône de l'Irak. En 1924-25, le royaume du Hedjaz tombe entre les mains de l'émir de Nejd, Abdelaziz ibn Saoud. Son roi Ali, un autre fils du chérif Hussein, se joint à son frère Abdallah en 1925 et apporte le district de Maan et Aqaba à la Transjordanie. Elle est dotée d'une Constitution en 1928 et constitue un Parlement.
L'armée britannique constitue en 1920 une armée arabe organisée au sein de l'émirat arabe de Transjordanie, la Légion arabe, dont le contrôle est progressivement transféré à l'émirat. À sa création, elle compte 100 soldats sous les ordres de cinq officiers britanniques. En 1921, le nombre de soldats passe à 1000. En 1926, le Corps d'armée de Transjordanie devient une force intégrée à l'Armée impériale britannique. Dans les années 1940, elle intègre dans ses rangs des volontaires des pays arabes limitrophes et participe au renversement du régime de Rachid Ali al-Gillani (Rashid Ali Al Kaylani) pendant la guerre anglo-irakienne au printemps 1941, puis à l'invasion de la Syrie mandataire, alors sous contrôle du régime de Vichy pendant la campagne de Syrie la même année. La Transjordanie soutient l'armée britannique dans tous ses combats au Proche-Orient pendant la Seconde Guerre mondiale.

### Depuis l'indépendance (1946)

Carte du Moyen-Orient moderne

Le mandat britannique se termine le 22 mars 1946. Le 25 mai, la Transjordanie déclare son indépendance et Abdallah devient roi.
La Transjordanie est l'un des pays arabes opposés à une nouvelle partition de la Palestine incluant la création d'un État juif, d'un État arabe et d'un État de Jérusalem, comme proposé par la résolution 181 des Nations unies. Le 15 mai 1948, le Royaume-Uni met fin à son mandat en Palestine, laissant face-à-face Juifs et Arabes de Palestine. La Transjordanie contribue à la coalition arabe qui déclare la guerre à l'État d'Israël nouvellement créé. L'armée arabe est commandée par le roi Abdallah. Les forces de la Légion arabe obtiennent la reddition du quartier juif de la vieille ville de Jérusalem, combattent à Shaar Hagaï (en), à Latrun, Lod et Ramleh. Avec la fin de la guerre de 1948, la Légion arabe reste la force militaire du royaume jordanien, et comptera jusqu'à 25 000 hommes. Le 24 janvier 1949, le roi Abdallah annexe la Cisjordanie et Jérusalem-Est. Le 3 avril 1949, la Transjordanie signe un accord d'armistice avec Israël en insistant sur le fait que la ligne de démarcation ne préjuge pas les frontières à négocier. Cette guerre a conduit à une forte arrivée de réfugiés palestiniens en Transjordanie, dont la population augmente ainsi de 50 %. La Cisjordanie (désignant toute la région sous contrôle transjordanien incluse dans les lignes de démarcation de 1949 et à l'ouest du Jourdain) est annexée immédiatement. Cette annexion n'est reconnue, au départ, que par le Royaume-Uni. En 1950, le pays prend le nom de royaume hachémite de Jordanie pour entériner cette annexion.

### 1951
Le 20 juillet 1951, le roi Abdallah, désapprouvé pour son annexion de la Cisjordanie et les accords d'armistice, est assassiné à Jérusalem. Talal, son fils, lui succède. Il ne règne qu'un an avant d'être contraint d'abdiquer, pour raison de santé, en faveur de son fils Hussein, le 11 août 1952. Afin de consolider le pouvoir du nouveau roi, le premier ministre Tawfik Abu Al-Huda organise des élections dites « libres ». Le caractère démocratique de celles-ci est néanmoins contesté puisque John Bagot Glubb fait voter l'armée dans les circonscriptions où le pouvoir pourrait être en difficulté.
Fin 1955, la Turquie et le Royaume-Uni cherchent à convaincre la Jordanie d'adhérer au Pacte de Bagdad. À cette fin, début décembre, le chef d'état major général de l'Empire Britannique, le Field-Marshal Gerald Templer, est envoyé pour négocier à Amman. Cette visite suscite une large contestation populaire, particulièrement marquée en Cisjordanie qui, à compter du 8 décembre, semble en état d'insurrection. Les ministres palestiniens démissionnent et le gouvernement de Sa'id Mufti tombe le 14 décembre. Le roi Hussein doit finalement céder et annoncer que son pays ne rejoindra pas le pacte. Au cours de ce même mois de décembre, l'URSS ayant levé son véto, la Jordanie entre à l'ONU. Cette adhésion est effectuée sans réserves territoriales, ce qui vaut reconnaissance par tous de l'annexion de la Cisjordanie en 1949.
Début 1956 se déroule l'affrontement entre Glubb Pacha et le roi autour de deux questions. D'abord, le positionnement des troupes en Cisjordanie. Glubb Pacha a positionné ses troupes en retrait des frontières afin de pouvoir intervenir en concentrant ses forces en cas d'attaque. Si d'un point de vue militaire la position est cohérente et correspond à ce que font les Israéliens de leur côté, elle se heurte à l'hostilité de la population qui subit la "Guerre des frontières" et aspire à une défense statique le long de la ligne d'armistice. L'arabisation de l'armée constitue la seconde pomme de discorde puisque le général britannique estime qu'il faudra 15 ans à la Jordanie pour disposer de l'ensemble des officiers compétents qu'elle nécessite. S'appuyant sur un groupe d'officiers arabes, le roi Hussein décide de relever Glubb Pacha de son commandement le 1er mars 1956. La Jordanie met fin en 1957 au traité de défense qui la liait au Royaume-Uni après avoir terminé, dès mars 1956, l'arabisation de l'armée par le remplacement des derniers Britanniques par des officiers arabes. Face à l'annonce d'union de la Syrie et de l'Égypte dans une République Arabe Unifiée en février 1958, la Jordanie et l'Irak se rapprochent en une fédération arabe du nom d'Union Arabe ou Fédération arabe d'Irak et de Jordanie qui sera finalement dissoute en août 1958 à la chute de la monarchie irakienne.
En 1965, un accord bilatéral entre la Jordanie et l'Arabie saoudite a réaligné leur frontière commune par un échange de territoires. La côte jordanienne sur la mer Rouge gagne 18 km de plus. Des clauses prévoient le partage des revenus entre les deux pays en cas de découverte de pétrole, et protègent les pâturages des tribus nomades sur ces territoires échangés.
La Jordanie signe un pacte de défense mutuelle avec l'Égypte nassériste en mai 1967 et participe au conflit de juin 1967 contre Israël, aux côtés de la Syrie, de l'Égypte et de l'Irak. À l'issue de la guerre des Six Jours, Israël occupe Jérusalem-Est et le territoire de la Cisjordanie et la Jordanie accueille une nouvelle vague de déplacés. 300 000 nouveaux réfugiés palestiniens de Cisjordanie affluent en Jordanie (ils s'ajoutent aux 700 000 recensés en 1966). Cette même année voit la montée en puissance d'un militantisme palestinien en Jordanie, représenté par les fedayin. Allié des États-Unis et émargeant même à la CIA, le roi entretient des canaux de communication avec les dirigeants israéliens, accentuant les tensions avec l'OLP. La loi martiale est en vigueur de nombreuses années dans le pays. Les gouvernements arabes tentent de trouver une solution pacifique, mais en septembre 1970, les actions fedayin se multiplient avec notamment le détournement de trois vols internationaux. Les tensions entre le roi Hussein et l'OLP sont telles que celui-ci décide d'envoyer l'armée pour éliminer toute trace d'activisme palestinien après une tentative d'assassinat sur sa personne : c'est le Septembre noir. Le 17 septembre 1970, l'armée jordanienne intervient massivement contre les fedayins, et l'artillerie commence à bombarder les camps de réfugiés et les bâtiments qui abritent les organisations palestiniennes. Au bout de dix jours de pilonnages, les camps sont rasés et les organisations palestiniennes doivent trouver refuge au Liban. La Syrie envisage de venir en aide aux Palestiniens, mais Hussein sollicite l'aide des États-Unis et de quiconque prêt à empêcher la Syrie d'intervenir. Israël répond à la demande d'aide des Jordaniens en envoyant des avions simuler des attaques contre l’armée syrienne, conduisant cette dernière à renoncer à son intervention. Le 22 septembre, un cessez-le-feu est négocié malgré la poursuite de violences sporadiques. La victoire des forces jordaniennes sur les fedayin est décisive en juillet 1971, entraînant leur expulsion du pays. Les combats ont fait entre 3 000 et 10 000 morts.
Des troupes jordaniennes sont également engagées dans la guerre du Dhofar (Oman) pour y soutenir le régime menacé par une rébellion d'inspiration marxiste.
En 1973, alors que se déroule la guerre du Kippour, aucun tir n'intervient sur la frontière israélo-jordanienne le long du Jourdain. La Jordanie envoie toutefois une brigade en Syrie pour la soutenir quand les unités israéliennes pénètrent sur son territoire. Le 24 octobre 1974, Hussein renonce à toute revendication sur la Cisjordanie et reconnait l'OLP comme seul représentant légitime du peuple palestinien. La rupture des liens administratifs avec la Cisjordanie est définitivement prononcée le 31 octobre 1988.
Le mois d'avril 1989 est marqué par la crise économique et une révolte dans le sud du pays, notamment à Ma'an. Des mouvements de protestations se sont également organisés dans les universités jordaniennes comme l'Université de Yarmouk et dans les villes pour réclamer davantage de libertés. Un processus de libéralisation politique rapide est entrepris avec la fin de la loi martiale, le rétablissement d'un Parlement et la participation d'une trentaine de partis à la vie politique, incluant le Front Islamique d'Action. Le succès des forces islamistes est large lors des premières élections libres en novembre 1989. Par contre, les nouvelles élections de novembre 1993 montreront un recul de l'opposition et des islamistes.
La Jordanie ne participe pas à la guerre du Golfe commencée en 1991 et qui amène les États-Unis à la priver de leur aide financière à cause du soutien répété du roi Hussein à Saddam Hussein. L'année suivante, la Jordanie participe, en même temps que les autres voisins arabes d'Israël, à la conférence de Madrid de 1991 qui constitue le début de négociations directes de paix, soutenues par les États-Unis et la Russie. Dans le cas de la Jordanie, cela met un terme aux hostilités vis-à-vis d'Israël. Le 25 juillet 1994 est signé le traité de paix israélo-jordanien, donnant lieu à des modifications mineures sur les frontières et restant en attente d'un règlement final du conflit israélo-palestinien.
Liste des souverains de Jordanie

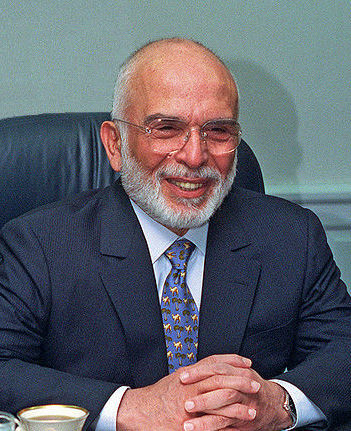
Hussein1951-1999
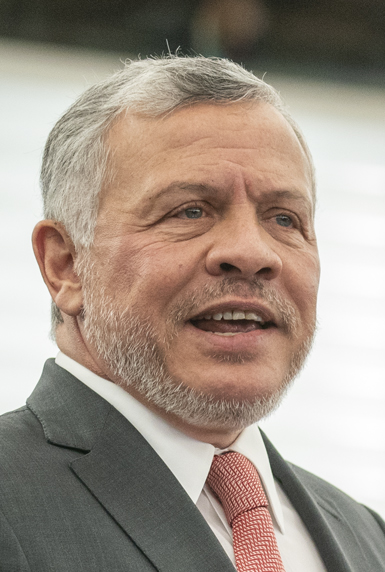
Abdallah II1999-présent

### 1999
Le roi Hussein meurt le 7 février 1999. Quelque temps avant sa mort, il a destitué son frère Hassan, héritier du trône depuis 1964, pour confier le pays à son fils Abdallah II de Jordanie. Celui-ci poursuit les réformes politiques et économiques du pays commencées dans les années 1990, vers davantage de libéralisme. Amman organise les Jeux panarabes de 1999.
Par ailleurs, le gouvernement jordanien se montre régulièrement soucieux de rester en paix avec ses voisins, malgré les événements affectant la région, notamment le déclenchement d'une seconde intifada par les Palestiniens en septembre 2000 et malgré les efforts nécessaires à la lutte contre l'implantation de réseaux islamistes en Jordanie dans les années 2000. Ces derniers revendiquent les attentats du 9 novembre 2005 à Amman.
Dans les années 2000-2010, la Jordanie accueille un grand nombre de réfugiés irakiens, puis syriens, en conséquence de l'Invasion de l'Irak par les États-Unis et leurs alliés et de la guerre civile syrienne.

#### 1900
- Révolte arabe de 1916-1918
- Territoires ennemis occupés (1918-1920)
- Éphémère royaume arabe de Syrie (1920)
- Émirat de Transjordanie (1921-1946) sous protectorat britannique
- Royaume hachémite de Jordanie (1946-présent)
- Guerre israélo-arabe de 1948
- Fédération arabe d'Irak et de Jordanie (1958)
- Liste des conflits modernes au Moyen-Orient (en)
- Liste de camps de réfugiés syriens en Jordanie (en)
- Jordan Antiquities Database and Information System (en) (depuis 1990)
- Politique en Jordanie, liste des Premiers ministres de la Jordanie
- Politique au Moyen-Orient